# 瓜拉塞奧縣
瓜拉塞奧縣（西班牙語：Cantón Gualaceo）是厄瓜多爾的縣份，位於該國南部，由阿蘇艾省負責管轄，始建於1534年，海拔高度2,449米，2001年人口38,587，人口密度每平方公里111.2人。